# Ottawa Civics
Ottawa Civics byl profesionální kanadský klub ledního hokeje, který sídlil v Ottawě v provincii Ontario. V roce 1976 působil v profesionální soutěži World Hockey Association. Civics ve své poslední sezóně v WHA skončily v základní části. Své domácí zápasy odehrával v hale Ottawa Civic Centre s kapacitou 9 500 diváků.
Založen byl v roce 1976 po přestěhování frančízy z Denveru do Ottawy.

## Umístění v jednotlivých sezonách
Stručný přehled
Zdroj: 
- 1975–1976: World Hockey Association (Kanadská divize)

Jednotlivé ročníky
Zdroj: 
Legenda: Z - zápasy, V - výhry, VP - výhry v prodloužení, R - remízy, P - porážky, PP - porážky v prodloužení, VG - vstřelené góly, OG - obdržené góly, +/- - rozdíl skóre, B - body, KPW - Konference Prince z Walesu, CK - Campbellova konference, ZK - Západní konference, VK - Východní konference, fialové podbarvení - reorganizace, změna skupiny či soutěže
| USA / Kanada (1975 – 1976) |                       |        |    |    |    |   |    |    |     |     |     |    |        |          |
| Sezóny                     | Liga                  | Úroveň | Z  | V  | VP | R | PP | P  | VG  | OG  | +/- | B  | Pozice | Play-off |
| 1975/76                    | WHA (Kanadská divize) | –      | 41 | 14 | –  | 1 | –  | 26 | 134 | 172 | -38 | 29 | 6      | –        |